# Carnoux-en-Provence
Carnoux-en-Provence – miejscowość i gmina we Francji, w regionie Prowansja-Alpy-Lazurowe Wybrzeże, w departamencie Delta Rodanu.
Według danych na rok 1990 gminę zamieszkiwały 6363 osoby, a gęstość zaludnienia wynosiła 1844 osoby/km² (wśród 963 gmin regionu Prowansja-Alpy-W. Lazurowe Carnoux-en-Provence plasuje się na 107. miejscu pod względem liczby ludności, natomiast pod względem powierzchni na miejscu 818.).